# ليوبومير فرانيس
ليوبومير فرانيس (بالسويدية: Ljubomir Vranjes) مواليد 3 أكتوبر 1973 في غوتنبرغ، هو لاعب كرة يد سويدي معتزل ومدرب. مثل منتخب السويد لكرة اليد. شارك في دورة الألعاب الأولمبية الصيفية سنة 2000. حقق المركز الأول في بطولة العالم لكرة اليد للرجال 1999.

## الإنجازات
كلاعب
- الدوري السويدي لكرة اليد: 5
  -  ذهبية: 1993، 1994، 1996، 1997، 1998
  -  فضية: 1995، 1999

كمدرب
- دوري أبطال أوروبا لكرة اليد: 1
  -  ذهبية: دوري أبطال أوروبا لكرة اليد 2013–14

## روابط خارجية
- ليوبومير فرانيس على موقع الاتحاد الأوروبي لكرة اليد (الإنجليزية)
- ليوبومير فرانيس على موقع أوليمبيديا (الإنجليزية)
- ليوبومير فرانيس على موقع اللجنة الأولمبية السويدية (السويدية)